# ماثيو بيل (لاعب كريكت)
ماثيو بيل (25 فبراير 1977 بدنيدن في نيوزيلندا - ) (بالإنجليزية: Matthew Bell) هو لاعب كريكت نيوزلندي. شارك في دورة ألعاب الكومنولث 1998. وشارك مع منتخب نيوزيلندا الوطني للكريكت. أما مع النوادي، فقد لعب مع Northern Districts men's cricket team ‏ وWellington cricket team ‏.

## وصلات خارجية
- ماثيو بيل على موقع إي آس بي آن كريك إنفو (الإنجليزية)
- ماثيو بيل على موقع اتحاد ألعاب الكومنولث (مؤرشف) (الإنجليزية)